# Selección masculina de voleibol sub-23 de Argentina
La selección masculina de voleibol sub-23 de Argentina es el equipo nacional juvenil de Argentina representado por jugadores de no mayores a los 23 años de edad,  controlado por la Federación de Voleibol Argentino (FEVA). Representa al país tanto en competiciones internacionales como en encuentros amistosos.
Su mayor logro fue el Campeonato Mundial de 2017 logrando imponerse 4-2 ante Rusia en la final.

## Medallero
| Competición               |   |   |   | Total |
| ------------------------- | - | - | - | ----- |
| Campeonato Mundial Sub-23 | 1 | 0 | 0 | 1     |
| Preolímpico Sub-23        | 4 | 2 | 3 | 9     |
| Sudamericano Sub-23       | 0 | 2 | 0 | 2     |
| Total                     | 1 | 2 | 0 | 12    |